# Algoz e Tunes
Algoz e Tunes (oficialmente: União das Freguesias de Algoz e Tunes) é uma freguesia portuguesa do município de Silves, com 44,89 km² de área e 6837 habitantes (censo de 2021). A sua densidade populacional é 152,3 hab./km².

## História
Foi criada aquando da reorganização administrativa de 2012/2013, resultando da agregação das antigas freguesias de Algoz e Tunes.

## Demografia
A população registada nos censos foi:
| Distribuição da População por Grupos Etários | Distribuição da População por Grupos Etários | Distribuição da População por Grupos Etários | Distribuição da População por Grupos Etários | Distribuição da População por Grupos Etários | Distribuição da População por Grupos Etários |
| -------------------------------------------- | -------------------------------------------- | -------------------------------------------- | -------------------------------------------- | -------------------------------------------- | -------------------------------------------- |
| Antes da agregação                           |                                              |                                              |                                              |                                              |                                              |
| Ano                                          | 0-14 anos                                    | 15-24 anos                                   | 25-64 anos                                   | >= 65 anos                                   | Total                                        |
| 2001                                         | 733                                          | 679                                          | 2613                                         | 943                                          | 4968                                         |
| 2011                                         | 1071                                         | 591                                          | 3663                                         | 1166                                         | 6491                                         |
| Após a agregação                             |                                              |                                              |                                              |                                              |                                              |
| Ano                                          | 0-14 anos                                    | 15-24 anos                                   | 25-64 anos                                   | >= 65 anos                                   | Total                                        |
| 2021                                         | 1044                                         | 697                                          | 3725                                         | 1371                                         | 6837                                         |